# Martín Pérez de Ayala
Martín Pérez de Ayala (Segura de la Sierra, 11 novembre 1503 – Valencia, 5 agosto 1566) è stato un arcivescovo cattolico spagnolo.

## Biografia
Nacque nel 1503 a Segura de la Sierra, nella diocesi di Jaén.
Il 16 maggio 1548 papa Paolo III lo nominò vescovo di Guadix. Ricevette la consacrazione episcopale nella basilica di Sant'Ambrogio a Milano il 30 settembre successivo dalle mani del vescovo Giovanni Angelo Arcimboldi, vescovo di Novara, co-consacranti i vescovi Giovanni Simonetta, vescovo di Lodi, e Francisco de Urríes, vescovo di Urgell e co-principe di Andorra. Si insediò nella cattedrale di Santa Maria il 30 maggio 1549.
Il 17 luglio 1560 papa Pio IV lo trasferì alla sede di Segovia, insediandosi il 12 luglio 1561 nella cattedrale dell'Assunzione.
Il 6 settembre 1564 lo stesso papa lo nominò arcivescovo metropolita di Valencia, prendendo possesso dell'arcidiocesi il 23 aprile 1565 nella cattedrale di Santa Maria.
Morì a Valencia il 5 agosto 1566.

## Genealogia episcopale
La genealogia episcopale è:
- Vescovo Antonio Lauro
- Cardinale Antonio Maria Ciocchi del Monte
- Arcivescovo Giovanni Angelo Arcimboldi
- Arcivescovo Martín Pérez de Ayala